# Karel Trautwein
Karel Theodoor Trautwein (Amsterdam, 12 oktober 1893 – Haarlem, 15 april 1959) was een Nederlands glazenier, glasschilder en tekenaar.

## Leven en werk
Trautwein was een zoon van Antonius Hendrikus Trautwein (1851-1919) en Celina Maria Philippina Victoria Goulmij. Zijn vader was hof- en decoratieschilder en werkte onder andere mee aan de Gouden Koets. Trautwein werd opgeleid aan de Rijksakademie van beeldende kunsten in Amsterdam, als leerling van Antoon Derkinderen en Rik Roland Holst. Vervolgens werkte hij vanaf 1925 als volontair op het Haarlemse atelier van Willem Bogtman. In 1936 begon Trautwein een eigen atelier in Haarlem. Abram Stokhof de Jong en Henk Hilterman werkten enige tijd bij hem. In 1937 ontwierp hij drie sluitzegels voor 'Actie voor God'.
Een van zijn eerste opdrachten als zelfstandig kunstwerk betrof 26 ramen voor de kapel van het juvenaat Eikenburg in Stratum (Eindhoven). In de glas-in-loodramen van Trautwein is in de stilering de stijl van Jan Toorop te herkennen en de invloed van medestudent Henri Jonas. In de jaren vijftig worden de donkere kleuren zachter en wordt de stilering enigszins Byzantijns.

## Werken (selectie)
- 1936-1938 26 ramen voor de kapel van het juvenaat Eikenburg in Stratum
- 1936 raam met Maria, Bonifatius en Fredericus voor de Roomse bewaarschool in Huizum
- 1940 raam voor het Huis van de Arbeid van het Rooms-Katholiek Werkliedenverbond in Utrecht
- 1940-1949 glas in lood voor de Sint-Adelbertabdij, Egmond-Binnen
- 1940 raam voor de kapel van Jeugd Werkgemeenschap Drakenburg
- 1940 glas in lood voor de Christus Koningkerk in Wieringerwerf
- 1949 glas in lood voor het zusterklooster in Alkmaar
- 1949-1956 glas in lood voor Psychiatrisch Centrum St Willibrord, Heiloo
- 1952 glas in lood voor verpleeghuis De Wilbert in Katwijk
- 1954 glas in lood voor de Sint-Jozefkerk (Zwaagdijk-Oost)
- 1956 glas in lood voor de Mariakapel in Haarlem
- 1957 6 ramen voor de Goede Herderkerk in Zoeterwoude
- glas in lood voor de Sint-Josephkerk in Haarlem

## Afbeeldingen

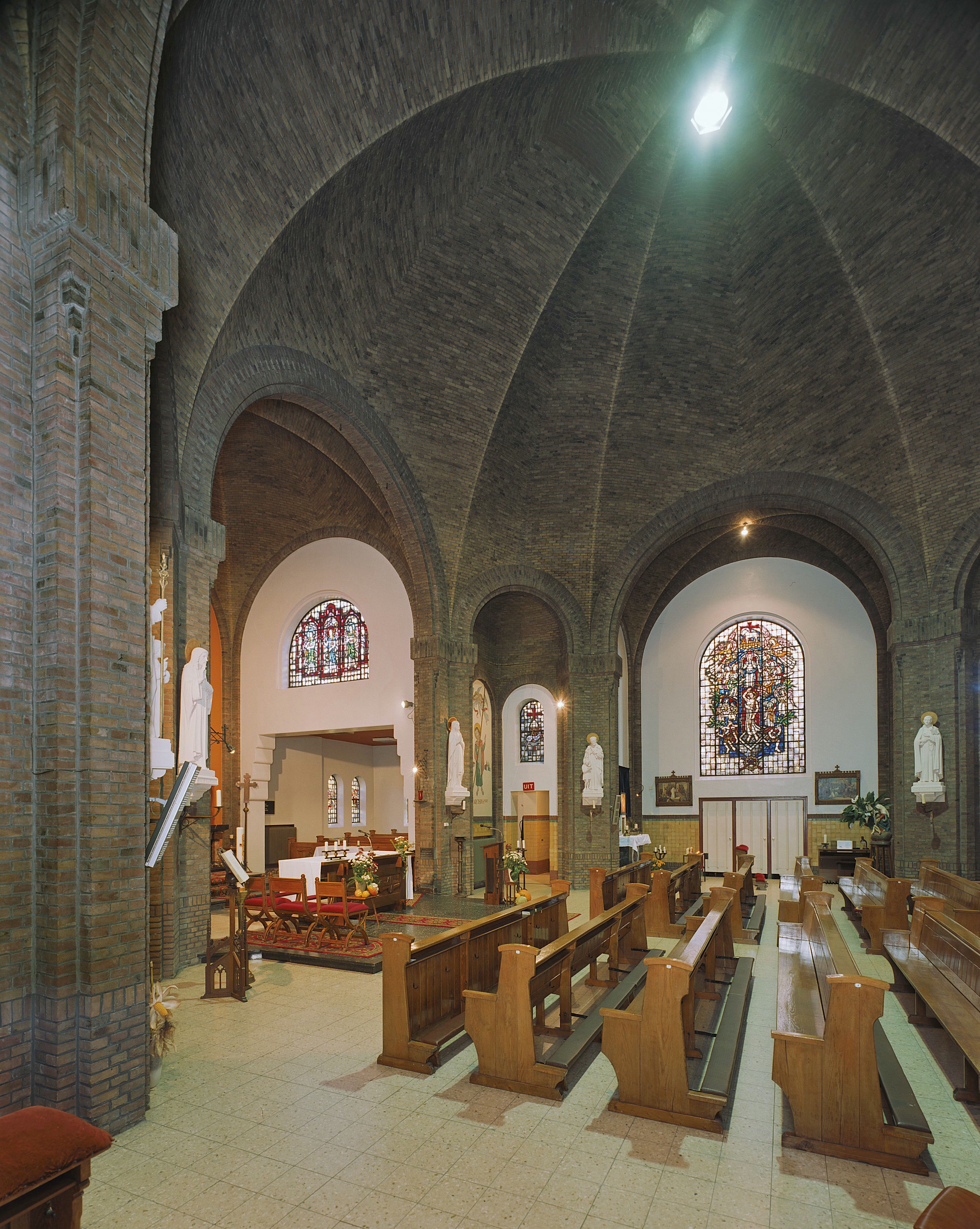
Eikenburg
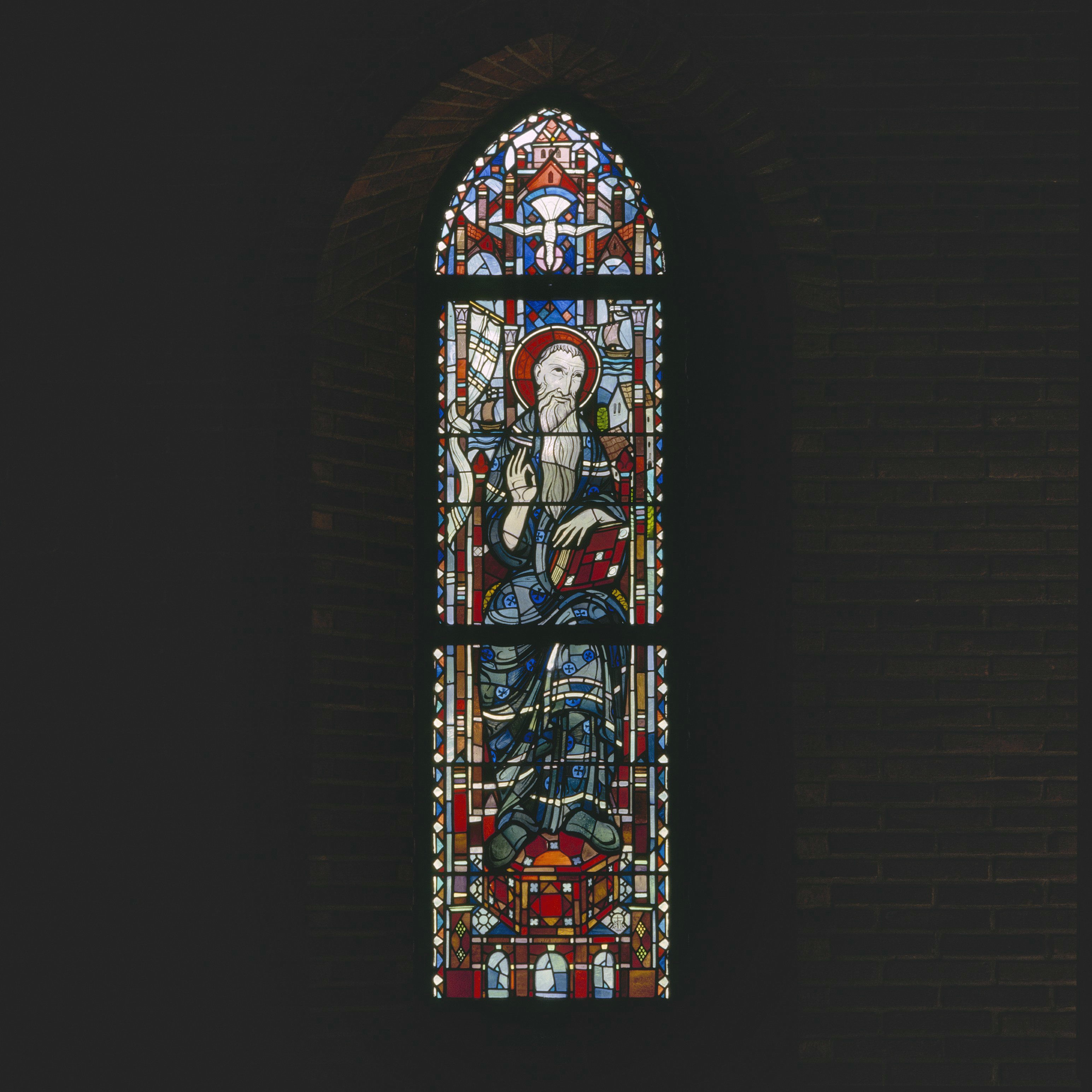
Sint-Adelbertabdij
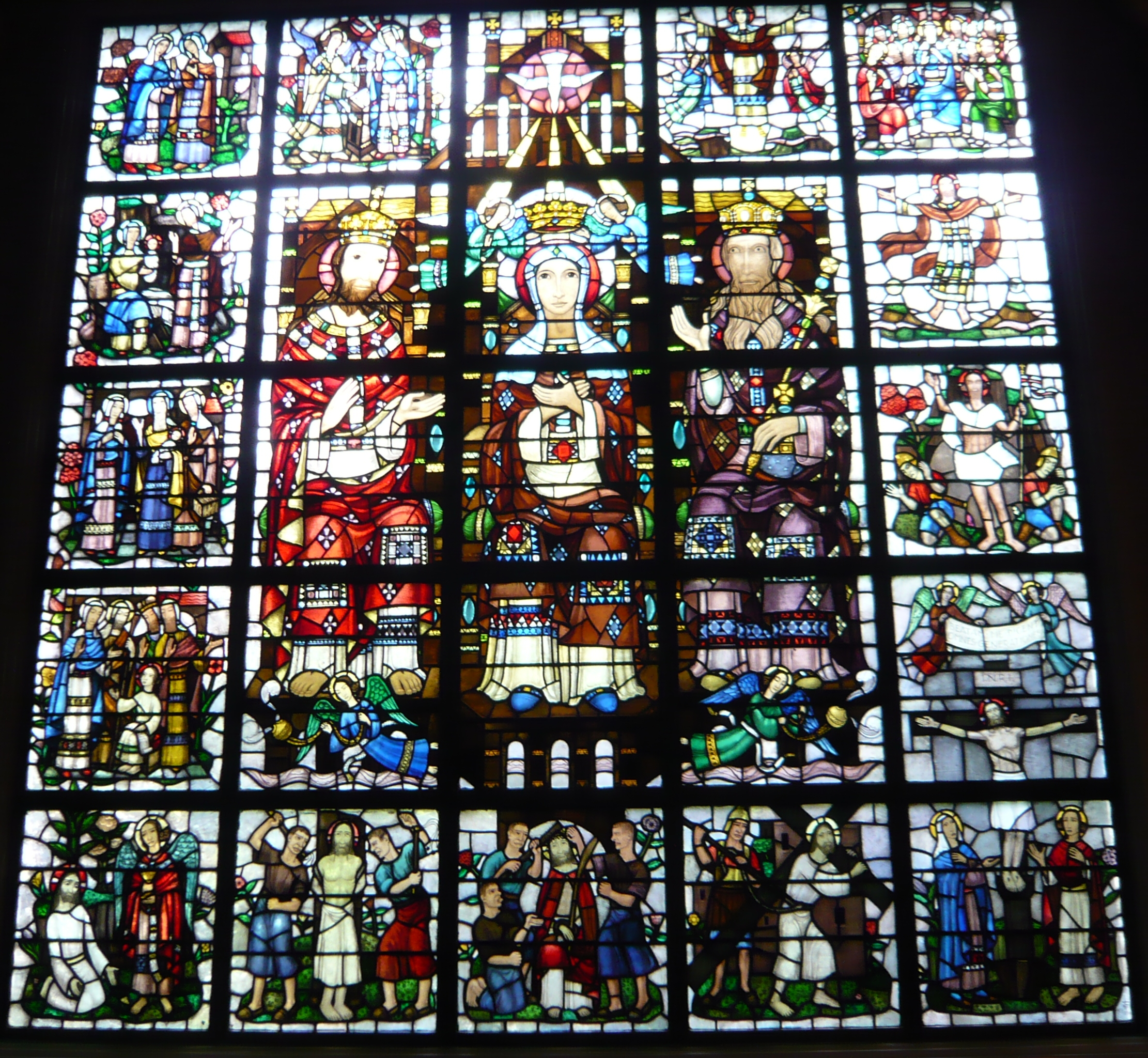
De kroning van Maria (1954/1955)
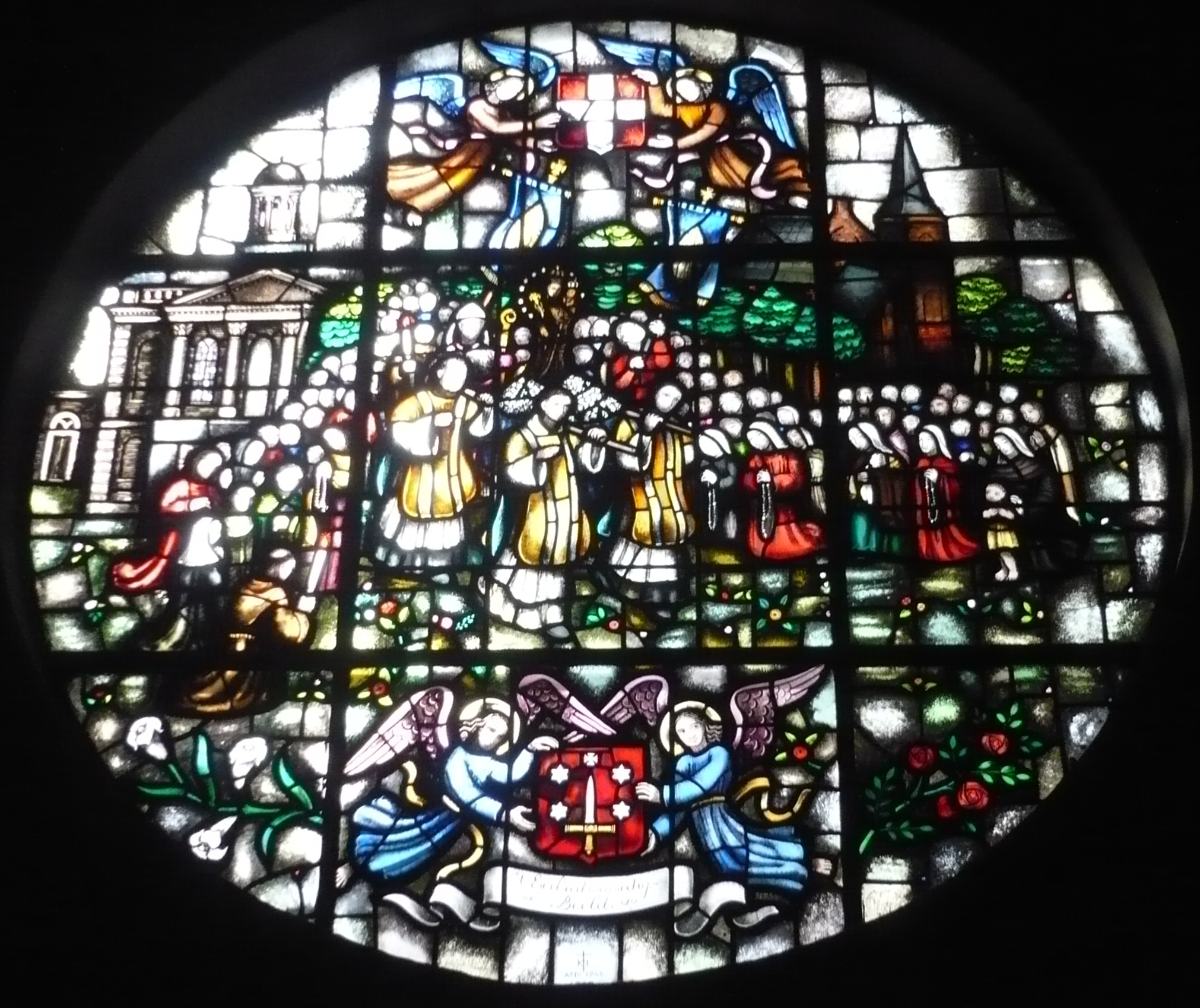
Processie met het Heilige Mariabeeld
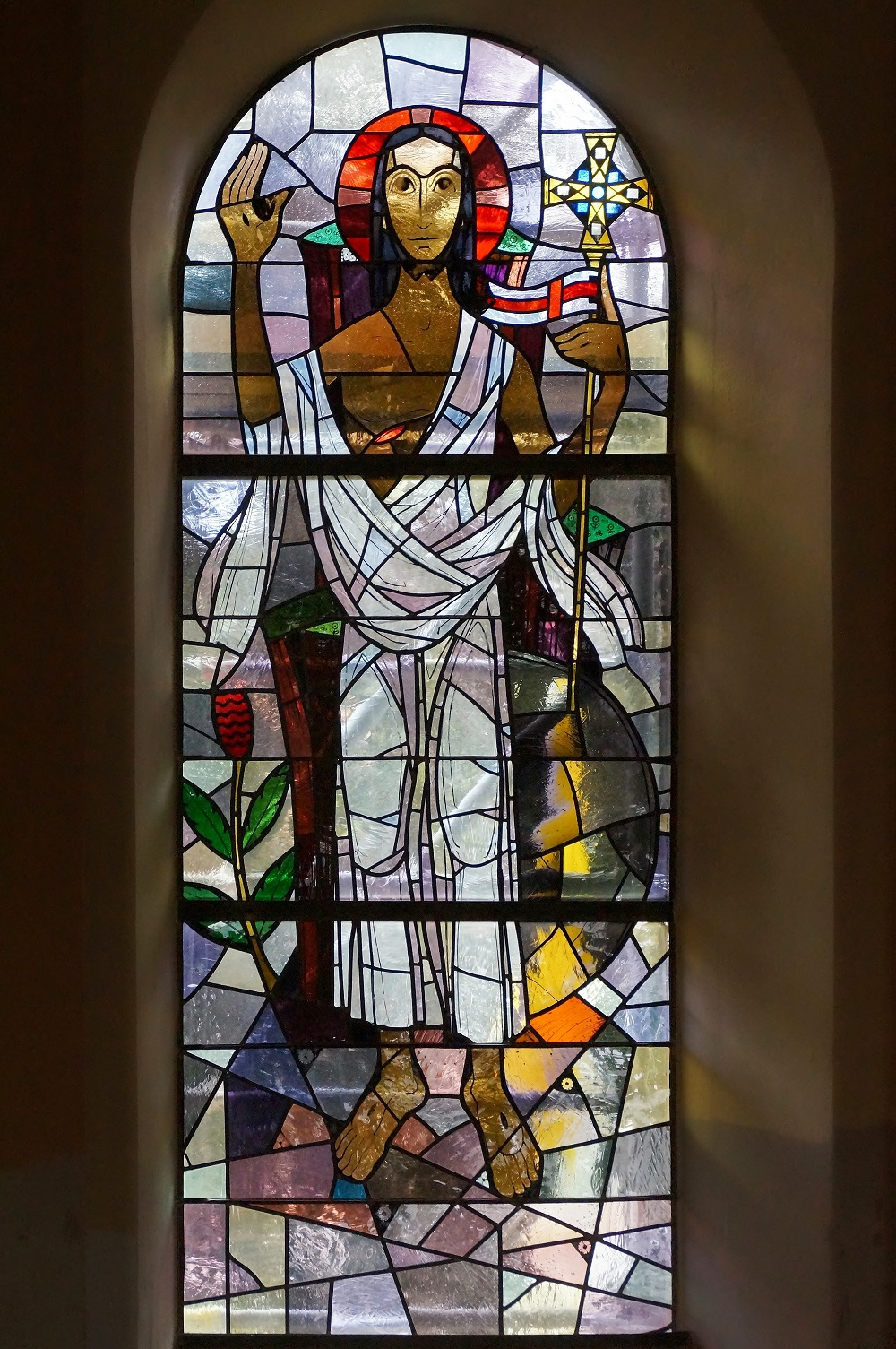
Verrijzenisraam apsis Goede Herderkerk (Zoeterwoude)